# Rocca Malatestiana (Santarcangelo di Romagna)
Die Rocca Malatestiana ist eine mittelalterliche Burg in Santarcangelo di Romagna in der italienischen Region Emilia-Romagna.

## Geschichte und Beschreibung

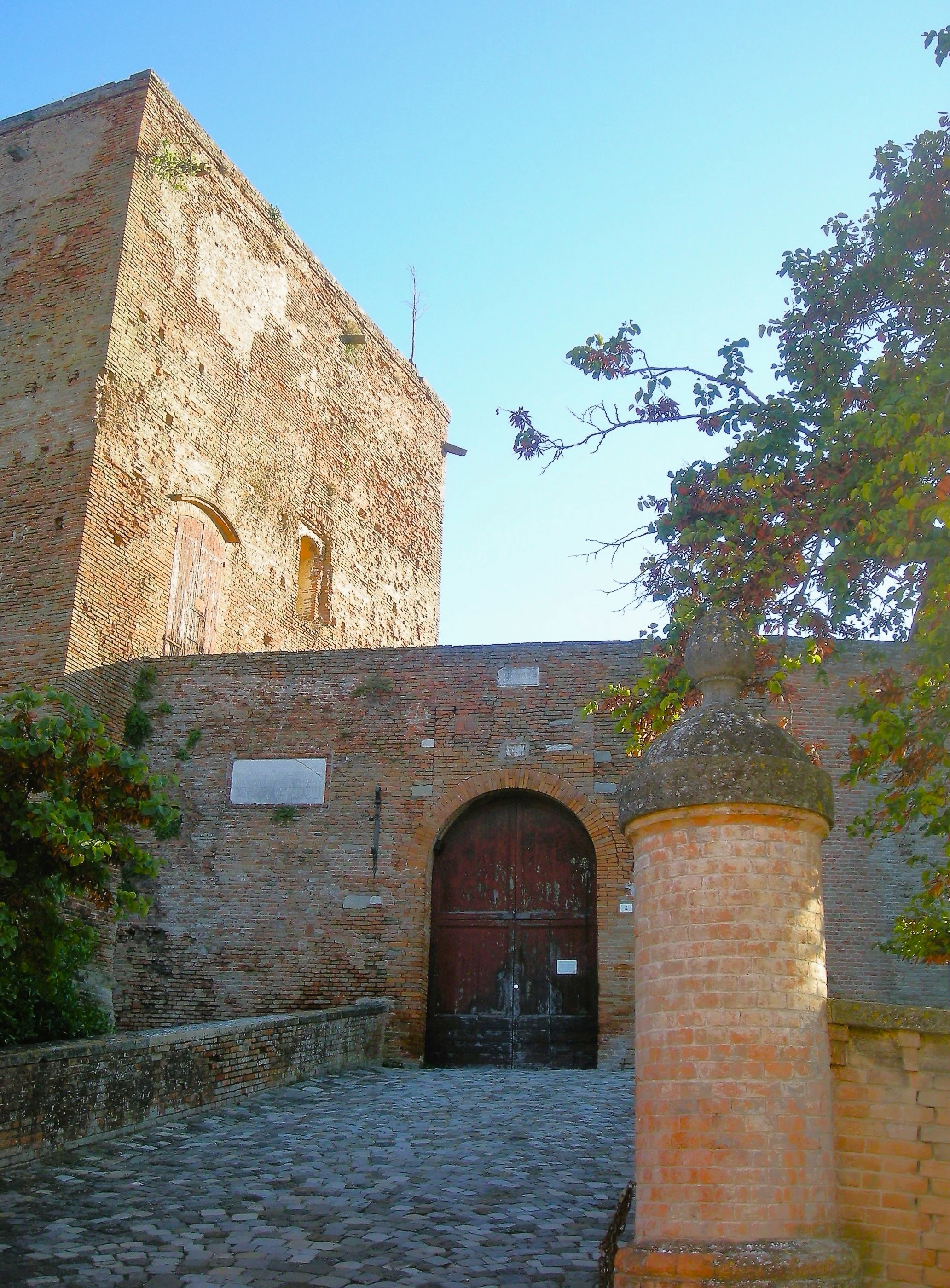
Eingang zur Burg

Bereits in römischer Zeit wurde die Via Aemilia angelegt, die „Arminium“ (Rimini) mit „Placentia“ (Piacenza) verband und später bis nach „Mediolanum“ (Mailand) verlängert wurde. Sie verläuft über das Gemeindegebiet von Santarcangelo di Romagna.
Im Jahre 1164 wurde eine Burg urkundlich erwähnt, die ab dem 13. Jahrhundert in den Händen der Grafen Balacchi war. Die Balacchis stammten vielleicht aus Santarcangelo selbst, anderen Quellen zufolge aber aus Rimini. Anfang des 15. Jahrhunderts wurden sie von der Familie Malatesta, ihren Feinden seit alter Zeit, verdrängt. Die Malatestas behielten Burg und Siedlung bis 1462 mit Ausnahme der Zeit zwischen 1353 und 1376, als die von Kardinal Albornoz eroberte Siedlung direkt dem Heiligen Stuhl unterstand. Papst Pius II. nahm die Burg dann Sigismondo Malatesta ab und gab sie als Lehen an die Familie Zampeschi und später an die Pallavicini.
Die heutige Burg von Santarcangelo di Romagna wurde, wie viele Burgen in der Romagna, im Auftrag der Familie Malatesta – in diesem Falle von Carlo Malatesta – im Jahre 1386 neu errichtet. Das Gebäude ist durch einen hohen Turm aus dem 14. Jahrhundert gekennzeichnet. Erst 1447 aber erhielt es dank der von Sigismondo Malatesta beauftragten Umbauten sein heutiges Aussehen.